# Гипотеза Ферма — Каталана
Гипотеза Ферма — Каталана — теоретико-числовая гипотеза, обобщающая Великую теорему Ферма и гипотезу Каталана. Она утверждает, что уравнение
{\displaystyle a^{m}+b^{n}=c^{k}}
имеет не более чем конечное число решений {\displaystyle a,b,c,m,n,k} с различными тройками значений {\displaystyle a^{m},b^{n},c^{k}}, где {\displaystyle a,b,c} — натуральные взаимно простые числа, а {\displaystyle m,n,k} — натуральные числа, удовлетворяющие соотношению
{\displaystyle {\frac {1}{m}}+{\frac {1}{n}}+{\frac {1}{k}}<1.}
На 2014-й год известно всего 10 решений этого уравнения:
{\displaystyle 1^{m}+2^{3}=3^{2}}
{\displaystyle 2^{5}+7^{2}=3^{4}}
{\displaystyle 13^{2}+7^{3}=2^{9}}
{\displaystyle 2^{7}+17^{3}=71^{2}}
{\displaystyle 3^{5}+11^{4}=122^{2}}
{\displaystyle 33^{8}+1549034^{2}=15613^{3}}
{\displaystyle 1414^{3}+2213459^{2}=65^{7}}
{\displaystyle 9262^{3}+15312283^{2}=113^{7}}
{\displaystyle 17^{7}+76271^{3}=21063928^{2}}
{\displaystyle 43^{8}+96222^{3}=30042907^{2}}
Решение {\displaystyle 1^{m}+2^{3}=3^{2}} — это единственное решение, в котором одно из {\displaystyle a,b,c} равно 1. В этом состоит гипотеза Каталана, доказанная в 2006-м году Михайлеску.
Все решения были найдены для троек показателей {\displaystyle m,n,k,} равных {\displaystyle (2,3,7),(n,n,n),(2,3,8),(2,3,9),(3,3,4),(3,3,5),(2,n,n),(3,n,n),(2n,2n,5),(2,4,n)}.
По теореме Фальтингса для любых фиксированных натуральных {\displaystyle m,n,k}, удовлетворяющих неравенству {\displaystyle {\frac {1}{m}}+{\frac {1}{n}}+{\frac {1}{k}}<1}, существует не более чем конечное число троек {\displaystyle a,b,c}, удовлетворяющих уравнению {\displaystyle a^{m}+b^{n}=c^{k}}, но гипотеза Ферма — Каталана строже, поскольку утверждает конечность числа решений для бесконечного множества троек {\displaystyle m,n,k}.
abc-гипотеза влечет гипотезу Ферма — Каталана.
Гипотеза Била состоит в том, что все решения уравнения Ферма — Каталана имеют один из показателей равный 2.